# Achelia superba
Achelia superba is een zeespin uit de familie Ammotheidae. De soort behoort tot het geslacht Achelia. Achelia superba werd in 1911 voor het eerst wetenschappelijk beschreven door Loman. 